# Quetiapin
Quetiapin ist ein atypisches Neuroleptikum, das zur Behandlung von Schizophrenie sowie von manischen und depressiven Episoden, die u. a. bei einer bipolaren Störung auftreten, eingesetzt wird. Daneben dient es ergänzend als Stimmungsstabilisierer. Teilweise wird es auch als Schlafmittel off label verschrieben.
Das den Wirkstoff Quetiapin enthaltende Präparat Seroquel gehört mit über 150 Millionen Dollar Umsatz zu den Blockbustern unter den Medikamenten.

## Chemische Eigenschaften
Quetiapin ist eine weiße, kristalline, wenig wasserlösliche Substanz. Das Dibenzothiazepin-Derivat ist strukturell Clozapin, Olanzapin und Zotepin ähnlich. Pharmazeutisch verwendet wird das wesentlich besser wasserlösliche Salz der Fumarsäure, das Fumarat.

## Pharmakologie
Quetiapin beeinflusst biochemische Signalprozesse im Nervensystem.

### Wirkungsweise
Quetiapin blockiert als Antagonist mehrere Rezeptoren, die mit seiner atypischen, antipsychotischen Wirksamkeit in Verbindung gebracht werden, insbesondere Serotonin-5-HT2-Rezeptoren und Dopamin-D2-Rezeptoren. Durch die Blockade der ersteren wird Dopamin in erhöhter Menge freigesetzt. Die Blockade der Dopamin-D2-Rezeptoren verhindert wiederum deren hemmenden Effekt auf die Nervenzellen.
Durch den Agonisten Serotonin an 5-HT2A-Rezeptoren wird die Dopaminfreisetzung gehemmt; negative affektive und kognitive Symptome der Schizophrenie gelten als Hinweis auf einen Dopaminmangel im präfrontalen Kortex. Gleichzeitig soll Serotonin am 5-HT2A-Rezeptor im dorsolateralen präfrontalen Kortex mitverantwortlich für Depressionen und Ängste sein.
Durch den 5-HT2A-Rezeptor-Antagonismus von Quetiapin wird also Dopamin freigesetzt; im präfrontalen Kortex befinden sich vergleichsweise wenige D2-Rezeptoren und viele D1-Rezeptoren, welche dadurch angeregt werden. Im limbischen System hingegen soll die Serotonin-2A-Regulation bei der Dopaminfreisetzung nur eine untergeordnete Rolle spielen, so dass in dieser Gehirnregion nur eine geringfügig erhöhte D2-Rezeptorbesetzung durch freigesetztes Dopamin vorliegt, welche jedoch durch den D2-antagonistischen Effekt von Quetiapin kompensiert wird.
Die Blockade der D2-Rezeptoren in nigrostriatalen Strukturen ist so genanntes loose binding („lockere Bindung“), ähnlich dem Clozapin, d. h., der Komplex Antipsychotikum-D2low (niedrigaffiner Dopamin-2-Rezeptor) wird leicht durch den physiologischen Liganden (Dopamin) gelöst, wodurch für Quetiapin (wie auch Clozapin) ein sehr niedriges EPMS-induzierendes Potenzial postuliert wird; Quetiapin scheint nach Clozapin das zweitniedrigste EPMS-Potenzial von allen Atypika zu haben. Außerdem hat Quetiapin eine σ-Rezeptor-antagonistische Wirkung, deren Bedeutung jedoch noch nicht geklärt ist.
Der aktive Metabolit Norquetiapin (N-Desalkylquetiapin) hemmt durch eine Bindung am Noradrenalintransporter (NAT) die Wiederaufnahme von Noradrenalin, er zeigt ferner schwache partialagonistische Effekte an 5-HT1A-Rezeptoren und antagonistische Effekte an 5-HT2C-Rezeptoren. Die agonistischen Effekte an 5-HT1A-Rezeptoren gelten als ein Grund für die verbesserten kognitiven und affektiven Fähigkeiten, da sie zur Dopaminfreisetzung im präfrontalen Kortex beitragen.
Da durch Quetiapin Histamin-H1-Rezeptoren bereits in niedriger Dosierung blockiert werden, können vorübergehende Somnolenz tagsüber und eine Besserung des gestörten Tag-Nacht-Rhythmus auftreten.

### Abbau
Quetiapin wird in der Leber überwiegend über das Cytochrom-P-450 3A4 (CYP3A4), das hauptsächlich für den Stoffwechsel von Quetiapin verantwortlich ist, abgebaut. Dabei entsteht der aktive Metabolit N-Desalkylquetiapin (Norquetiapin), der eine Halbwertszeit von etwa zwölf Stunden besitzt. N-Desalkylquetiapin hat eine mäßige bis hohe Affinität zu mehreren Muskarin-Rezeptor-Subtypen.
Die Pharmakokinetik von Quetiapin war nach gleichzeitiger Gabe der Antidepressiva Imipramin (das als CYP2D6-Hemmer bekannt ist) oder Fluoxetin (das als CYP3A4- und CYP2D6-Hemmer bekannt ist) nicht signifikant verändert. Gleiches gilt für die Gabe der Antipsychotika Risperidon oder Haloperidol mit Quetiapin. Hemmstoffe dieses Enzymsystems wie z. B. Ciprofloxacin, Erythromycin, Ketoconazol, Cimetidin und Grapefruitsaft können den Abbau von Quetiapin zum Teil deutlich verlangsamen.
Die gleichzeitige Anwendung von Quetiapin und Thioridazin hingegen führte zu einem Anstieg der Quetiapin-Clearance um ca. 70 %. Dies führt zu Nebenwirkungen, die auf anticholinergen Wirkungen beruhen. Quetiapin sollte daher bei Patienten, die Arzneimittel mit anticholinergen (muskarinischen) Wirkungen erhalten, mit Vorsicht angewendet werden.
Quetiapin selbst hat eine Halbwertszeit von rund sieben Stunden. Dies wird auch durch Daten einer PET-Untersuchung bestätigt, in der nachgewiesen wurde, dass Quetiapin an 5HT2- und D2-Rezeptoren bis zu zwölf Stunden bindet.

### Nebenwirkungen
Häufigste Nebenwirkungen sind Benommenheit, Schwindel, Schläfrigkeit, Kopfschmerzen und Gewichtszunahme insbesondere in der ersten Behandlungswoche. Auch durch orthostatische Dysregulation bedingte Flüssigkeitsansammlungen im Gewebe (Ödem), erhöhter Puls, Blutdruckabfall (Hypotonie) vor allem beim Aufstehen und Stehen, Verdauungsstörungen und Verstopfung (Obstipation), Mundtrockenheit (Xerostomie) sowie eine reversible Verringerung der Anzahl weißer Blutkörperchen (Leukopenie) und eine veränderte Leberfunktion (Leberenzymanstieg ALT, AST) wurden häufig beobachtet. Gelegentlich tritt unter Quetiapin ein Restless-Legs-Syndrom auf. Selten tritt ein malignes neuroleptisches Syndrom, sehr selten eine Leberentzündung oder schwerwiegende Hauterkrankungen mit Fieber und Blasenbildung an den Schleimhäuten (Stevens-Johnson-Syndrom) auf. Teilweise wird auch eine Verlängerung des QTc-Intervalls und bedingt dadurch ein erhöhtes Risiko für kardiovaskuläre Rhythmusstörungen beobachtet.
Wenn die Medikation verringert, gewechselt oder abgesetzt wird, kann ein Rebound-Phänomen entstehen. Quetiapin gehört zu den Antipsychotika, die schnell von den Dopamin 2-Rezeptoren ausgeschieden oder schnell dissoziiert werden, und ist dafür bekannt, dass ein größeres Risiko eines Rebounds besteht.
Aufgrund der verfügbaren Daten zum Serotoninsyndrom aus zehn Spontanberichten (alle nach Erhöhung der Quetiapin-Dosis oder zusätzlicher Gabe von Quetiapin zu anderen Antidepressiva oder Antipsychotika), darunter fünf Fälle mit einem engen zeitlichen Zusammenhang und acht Fälle eines Rückgangs von Nebenwirkungen nach Absetzen des Arzneimittels (positive de-challenge), und aufgrund eines plausiblen Wirkmechanismus kommt der Ausschuss für Risikobewertung im Bereich der Pharmakovigilanz zu dem Schluss, dass ein Serotoninsyndrom aufgrund einer Arzneimittelwechselwirkung mit serotonergen Arzneimitteln eine plausible Möglichkeit darstellt.

## Anwendung
Zur Vorbeugung gegen Rückfälle bei einer bipolaren Erkrankung (Phasenprophylaxe) kann Quetiapin laut Hersteller eingesetzt werden. Diese Anwendung wird von der deutschen S3-Leitlinie für bipolare Störungen in Monotherapie nur für Patienten empfohlen, bei denen Quetiapin in einer depressiven oder manischen Episode wirksam war und vertragen wurde. Quetiapin wird in dieser Indikation darüber hinaus in Kombinationstherapie mit anderen Phasenprophylaktika empfohlen, z. B. Lithium und Valproinsäure, wenn die Therapie mit einem Medikament in Monotherapie nicht erfolgreich war.  Quetiapin hat in Fallstudien ein niedriges Risiko für den Wechsel in eine hypomanische oder manische Episode gezeigt. Bei einer bipolaren Störung vom Typ II besteht dort die Gefahr einer Induzierung einer (hypo-)manischen Episode (F31.0/F31.1), beim Typ I ist mindestens ein Fall des Umschlags in eine manische Episode mit psychotischen Elementen bekannt. Die Evidenz von Einzelfallstudien ist allerdings generell als gering einzustufen.
Die Wirkung gegen depressive Phasen der bipolaren Störung wurde in einer amerikanischen Studie belegt. Die Zulassung für Quetiapin – als bislang einzigem Atypikum – wurde 2006 durch die FDA auf die Monotherapie solcher depressiven Phasen erweitert. Im deutschen Sprachraum ist Quetiapin in dieser Indikation im November 2008 zugelassen worden.
Auch bei unipolaren Depressionen bzw. Major Depression wird Quetiapin in retardierter Form seit einiger Zeit als Zusatztherapie bei Patienten, bei denen eine Monotherapie mit einem Antidepressivum nicht oder nur unzureichend wirkt, eingesetzt. Dies wurde im Oktober 2010 durch das Bundesinstitut für Arzneimittel und Medizinprodukte anerkannt und ist somit kein Off-Label-Use mehr, sondern offiziell zugelassen.
Studienergebnisse lassen vermuten, dass Quetiapin bei schweren Formen der posttraumatischen Belastungsstörung genutzt werden kann.
Neben den genannten Anwendungsgebieten (Indikationen) wird Quetiapin in der Schweiz in Kombination mit Antidepressiva auch zur Steigerung der Wirksamkeit (Augmentation) in der Behandlung von therapieresistenten Zwangserkrankungen verwendet.
Auch bei Schizophrenie sind Fälle bekannt, bei denen Quetiapin (Hypo-)Manien induziert hat.
Eine Untersuchung der Quetiapin-Verordnungen in Norwegen im Zeitraum von 2004 bis 2017 ergab, dass nur 4 % der verordneten Tagesdosen mit einer zulassungsgemäßen Verwendung von Quetiapin vereinbar waren. Meist wurde deutlich geringer dosiert. Dies legt nahe, dass die Mehrzahl der Anwendungen von Quetiapin nicht fachgerecht bzw. außerhalb der Zulassung erfolgt. Das Bundesinstitut für Arzneimittel und Medizinprodukte (BfArM) riet daher 2016 in einem Leitfaden für Ärzte zur Verordnung von Quetiapin-haltigen Arzneimitteln von einer nicht bestimmungsgemäßen Anwendung (Off-label-Use) von Quetiapin ab. Besonders bemängelt wurde die häufige Verordnung bei Schlaf-, Ess- und Persönlichkeitsstörungen sowie in der Behandlung von Substanzmissbrauch. Für diese Indikationen gäbe es keine Wirksamkeitsbelege und Hinweise auf eine ungünstige Nutzen-Risiko-Relation. Kritiker bemängeln, dass das Vertrauen in Wirkungen und Sicherheit von Quetiapin als Schlafmittel und anderen Off-Label-Anwendungen in erster Linie mündlich tradiert werde und möglicherweise auch aus einem unzulässigen Marketing in der Vergangenheit resultiere.

## Synthese
Bei der chemischen Synthese wird zunächst aus dem Lactam mit Phosphoroxychlorid das 11-Chlordibenzothiazepin synthetisiert. Durch nucleophile Substitution wird anschließend die Seitenkette eingeführt.

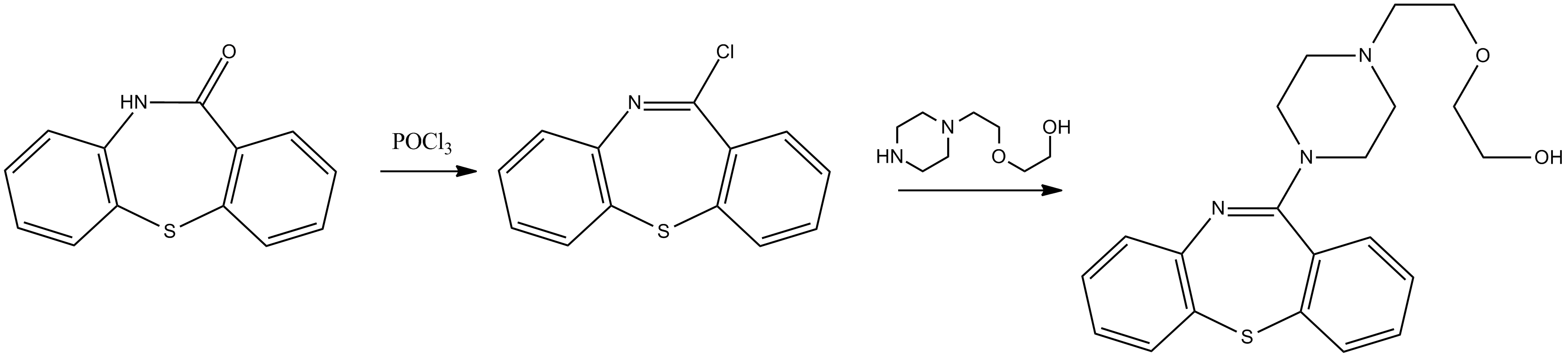
Synthese von Quetiapin

## Handelsnamen
Monopräparate
- Unretardierte Formulierung: Seroquel (D, A, CH, EU), Sequase (CH), Quetialan (A) und verschiedene Generika
- Retardpräparate: Seroquel Prolong (D), Seroquel XR (A, CH), Quetialan XR (A) und verschiedene Generika